# Rubyworks Records

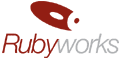
Vecchio logo della Rubywokrs Records

La Rubyworks Records è una casa discografica indipendente irlandese fondata nel 2001 da Niall Muckian. La Rubyworks è proprietaria di due case discografiche sussidiarie, la Gotta Run Records and Model Citizen Records.
Nel maggio del 2012 ha incorporato anche l'etichetta Ark Recordings, fondata nel 2005, anch'essa indipendente.